# Christianisme primitif

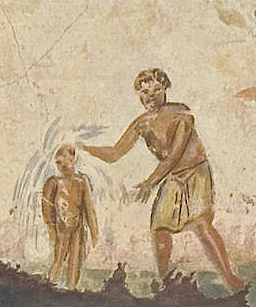
Représentation d'un baptême dans la catacombe de Saint-Calixte à Rome (IIIe siècle).

Le christianisme primitif, christianisme des premiers siècles, ou Église primitive est le christianisme dans sa période de développement initial, à partir du Levant, de l'Europe méridionale et du pourtour méditerranéen.
La définition du début et de la fin de cette période pose la question des origines du christianisme, et le débat est influencé par les différentes interprétations des exégètes et des historiens.

## La naissance du christianisme

### La diffusion du christianisme
Le mouvement créé par les disciples de Jésus de Nazareth naît au sein du judaïsme pluriel du Ier siècle, dans la mouvance de Jean le Baptiste en Galilée et plus généralement en Palestine,. Malgré l’échec apparent du maître, un noyau de fidèles parvient à entretenir son souvenir et à attirer de nouveaux disciples, dès les années 40, d’abord chez les Juifs de langue grecque (les « hellénistes »), comme Paul de Tarse, notamment dans la diaspora. Peu après, il en va de même dans différents groupes de la société gréco-romaine qui ne sont pas juifs et qu’on appelle les païens, comme on le voit avec le centurion Corneille.
Alors que le judaïsme n’apparaît pas comme prosélyte, ce développement rapide résulte probablement de missions confiées à des apôtres, dont les disciples directs de Jésus. On ne dispose d’aucune source écrite avant le dernier tiers du Ier siècle ; on constate cependant que les mêmes missions semblent se développer dans la totalité de l'espace araméophone, en particulier à l'est du Jourdain et de l'Euphrate, avec les elcésaïtes en Mésopotamie. Ce sont les villes de la Syrie romaine qui abritent les premières communautés chrétiennes : plusieurs Églises de cette province se prévalent en effet d’une fondation apostolique, ce qui est assuré à Jérusalem, Antioche et Damas, et vraisemblable à Césarée. Mais en général, on ignore le succès de ces missions des temps apostoliques. Dans tous les cas, il est sûr que les chrétiens sont largement minoritaires partout, dans les villes comme dans les campagnes.
D’une façon générale, l’expansion du christianisme n’a pas rencontré d’opposition marquée des autorités romaines, et la communauté chrétienne peut mener une vie au grand jour. Ce n’est qu’au milieu du IIIe siècle que commencent les persécutions, celle décidée par l’empereur Dèce en 251 fut appliquée avec rigueur et entraîna le martyre des évêques Babylas d'Antioche et Alexandre de Jérusalem.

### Les courants du judaïsme
Plusieurs courants du judaïsme du Ier siècle (sadducéens, esséniens) disparaissent en Judée après la destruction du Temple de Jérusalem, à partir de l'an 70. D'autres, comme les pharisiens, fusionnent petit à petit avec ceux de la Diaspora, notamment autour de l'école de Yavné (vers l'an 90), et cette évolution donne naissance au judaïsme rabbinique.

## Le débat historique

Le poisson (ichthus), symbole des premiers chrétiens. En grec ancien, est un acronyme pour «, soit « Jésus-Christ, Fils de Dieu, [notre] Sauveur ».

### La question des dates
Les origines du christianisme sont étudiées par diverses écoles d'historiens.
Le fait d'attribuer au christianisme primitif une origine à la fin de la période apostolique est un choix contesté. De même, situer l'achèvement du christianisme primitif à la fin des conciles christologiques suppose que la création et le développement d'un corpus dogmatique répondent à une nécessité intrinsèque du christianisme.

### Doctrine et histoire
On distingue deux perspectives. D'une part, la doctrine chrétienne fait généralement remonter le christianisme à la naissance de Jésus, à sa résurrection ou à la Pentecôte.
D'autre part, les hypothèses historiques se fondent sur des faits avérés : par exemple, le christianisme commence à la suite de la diffusion d'un message. Les dates de rédaction du Nouveau Testament sont connues : entre les années 50 pour les premières Épîtres de Paul et les années 95-110 pour l'Évangile selon Jean. Dans l'intervalle, les Évangiles synoptiques (Marc, Matthieu et Luc), écrits vers 65-85, ont utilisé des traditions orales ainsi que des documents qui ont déjà circulé, comme le démontrent la théorie des deux sources et l'existence de la Source Q, admises par le consensus des chercheurs.
Le mot khristianoï est attesté dès les années 40 à Antioche où vit l'une des premières communautés chrétiennes et d'où vient probablement l'Évangile selon Matthieu, une quarantaine d'années plus tard.
La critique textuelle, c'est-à-dire l'évaluation de la transmission des textes à travers les manuscrits, a permis d'établir un texte fiable des écrits du Nouveau Testament, en particulier pour des Épîtres de Paul, dont des échantillons significatifs datent de la fin du IIe siècle et du début du IIIe siècle. La circulation de témoignages oraux (prédications, proclamations) est plus difficile à établir (absence de matériaux sur lesquels peuvent travailler les historiens, contrairement aux textes écrits), mais peut se déduire de témoignages indirects comme le sénatus-consulte de l'an 35, à Rome,, y établissant le christianisme comme superstitio illicita (« religion interdite »), présence de vestiges chrétiens dans les villes de Pompéi et Herculanum (vestiges antérieurs donc à l'an 79 et l'ensevelissement de ces villes sous l'éruption du Vésuve).
La recherche actuelle se concentre principalement sur la diffusion du message du christianisme, orale dans un premier temps (comme le livre des Actes en témoigne), écrite par la suite. La diffusion des Évangiles et Épîtres est sujette à débat. Il est cependant très probable que, dès la fin du Ier siècle, il existait un certain nombre de paroles de Jésus qui circulaient. Clément de Rome (Ier siècle) cite également des passages des Évangiles et des Épitres de Paul. Marcion de Sinope, qui fut excommunié en 144 dans l'église de Rome, liste les écrits qu'il considère comme canoniques, en se basant probablement sur un groupement préexistant des lettres de Paul.

### Le début du christianisme ancien

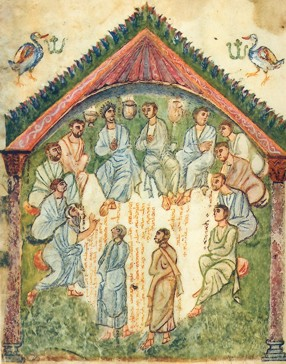
Les onze apôtres réunis pour désigner le successeur de Judas, miniature des Évangiles de Rabula (586).

Le débat sur la question de la date des débuts du christianisme demeure encore ouvert entre un consensus anglo-saxon et une tendance européenne.

#### École européenne
Le terme « judéo-chrétien » apparaît dans un chapitre de la thèse de Marcel Simon « Verus Israël », Étude sur les relations entre chrétiens et juifs dans l'Empire romain (135-425). Elle fut soutenue avant 1938 et conduite sous la direction de Charles Guignebert. Elle étudie les racines de l'antijudaïsme chrétien à travers la patristique grecque depuis Justin de Naplouse et Marcion de Sinope. Il s'attarde en particulier sur l'expression Vetus Israel opposée à l'expression Verus Israel, revendication dans laquelle il identifie le supersessionisme et, au détour d'une section s'interroge sur les marges entre judaïsme et ce qu'on nomme aujourd'hui « proto-christianisme » auxquelles il consacrera l'essentiel de sa carrière.
Sa thèse traduite en anglais et rééditée quatre fois demeure un ouvrage de référence et, de ce fait, en Europe, la séparation entre judaïsme et christianisme date de 135, à savoir de l'exil de l'école de Yavné à Poumbedita (dans l'actuel Irak). C'est pourquoi en Europe, on voit les choses un peu plus tôt. Un consensus s'est établi autour d'une période s'étirant de l'établissement de l'école de Yavné à l'introduction de la Birkat ha-Minim (« Bénédiction des hérétiques ») à la fin du IIe siècle parce que les Nazaréens ne s'étaient pas associés à la révolte de Bar Kokhba,.
Marcel Simon représente le moment où l'étude de l'histoire du christianisme sort de l'apologétique pour entrer dans la critique ; il se situe, comme le cardinal Jean Daniélou, toutefois, dans les problématiques de l'antériorité et de la postériorité, de l'orthodoxie, de l'erreur, de la vérité, du syncrétisme qui se sont révélées être de faux dilemmes.
Toutefois, le professeur Simon entendait limiter son étude à la période 135-425. Toute une école s'intéresse actuellement à la période antérieure, plus indistincte. Par exemple, François Blanchetière avec ses études Les premiers chrétiens étaient-ils missionnaires ? (30-135) et son Enquête sur les racines juives du mouvement chrétien (30-135), toutes deux publiées au CERF ces dernières années, dans lesquelles il pose la question de la différenciation progressive. Cette différenciation progressive fait aussi l'objet des travaux d'autres chercheurs comme Dan Jaffé, Simon Claude Mimouni, Enrico Norelli, Bernard Pouderon, Daniel Marguerat, Dominique Cerbeleaud.
Cette question est le sujet principal de l'école anglo-saxonne.

#### École anglo-saxonne
Dans ce cas de figure, bien développé chez les chercheurs anglo-saxons réunis au colloque « The ways that never part », le christianisme ancien correspond à la période des conciles ; auparavant, n'existe qu'un proto-christianisme (ou paléochristianisme), en fait, une forme spécifique de judaïsme recruté parmi les membres les plus eschatologiques des courants messianistes.

### La fin du christianisme ancien
Pour l'école européenne, le christianisme primitif s'achève à la fin de l'âge apostolique, (période comprise entre l'Envoi en mission de Mt 28:19-20 et la mort supposée de Jean l'évangéliste) tandis que le christianisme ancien s'achève avec le concile de Nicée (325),
Pour l'école anglo-saxonne, on ne fixe pas de date de fin du paléo-christianisme. On tâche de définir le moment de séparation entre le christianisme ancien et le judaïsme hellénistique. Cette séparation se produit à des dates variables selon les régions, où l'on observe parfois longtemps après la fin des conciles christologiques des pratiques communes, en dépit du fait que les apologistes, notoirement Irénée de Lyon et Tertullien, tiennent les pratiques judaïsantes pour des hérésies. Toutefois, s'il fallait fixer une date, ce cycle s'achèverait au plus tôt :
- en Occident, lors du concile de Tolède de 589 qui interdit les processions communes avec les juifs ;
- en Orient, à la disparition des quartodécimans, au IXe siècle[23] après Jésus-Christ.

## Les sources

### Littérature chrétienne
Longtemps, faire l'histoire des origines du christianisme fut difficile, d'une part en raison du manque de sources écrites, d'autant qu'elles étaient réduites artificiellement par le jeu de critères tels que « littérature hétérodoxe parce que minoritaire donc mineure » ou par le jeu de typologies anachroniques telles que « orthodoxe / hérétique » ou encore « canonique / non canonique ». Ces critères méthodologiques devinrent obsolètes dès qu'on se rendit compte qu'ils étaient anachroniques : l'orthodoxie se fait jour seulement au IVe siècle. D'autre part, par les effets de la crise moderniste dans laquelle quelques Églises visent à interdire toute étude historique et critique, tant dans le protestantisme évangélique que dans le catholicisme.
On dispose de 5 800 manuscrits des textes du Nouveau Testament dont certains datent d'entre 50 et 300 ans après la mise par écrit. Ce nombre est à comparer avec celui des manuscrits des historiens de l'Antiquité qui remontent dans l'ensemble au Xe siècle apr. J.-C. : les Grecs Hérodote (8 manuscrits) et Thucydide (8 manuscrits) qui sont parmi les principales sources sur la Grèce ancienne. Également, chez les Latins, les manuscrits de l'Histoire des Gaules de Jules César (10 manuscrits), ceux de Tacite (20 manuscrits) ou encore ceux de l'Histoire de Rome de Pline le Jeune (7 manuscrits). En outre tous ces manuscrits grecs et latins qui ne datent que du Xe siècle sont postérieurs pour les historiens grecs de près de 1300-1 350 ans, et pour les latins de 900-1 000 ans, après leur rédaction.
La multitude de variantes d'un manuscrit à un autre importe généralement peu : si elles peuvent être intéressantes, elles ne remettent pas l'essentiel en question. De surcroît, la critique textuelle est parvenue aujourd'hui à des reconstitutions sans doute très proches des textes originaux.

### Littératures juives contemporaines du Nouveau Testament
À ces documents s'ajoutent les Apocryphes et les livres intertestamentaires, les divers livres du Talmud qui, s'ils ont été écrits entre le IIe et le VIe siècle, reflètent des récits de littérature orale bien plus anciens, mais aussi des œuvres à peu près contemporaines et profanes comme celles de Philon d'Alexandrie et de Flavius Josèphe, qui peuvent être complétées par d'autres historiographes latins ou grecs, y compris les nombreuses Histoires ecclésiastiques dont la plus célèbre est peut-être celle d'Eusèbe de Césarée.

## Les premières communautés

### Une Église primitive
Parler d’« Église primitive » laisse supposer qu’il s’agirait déjà là d’une religion indépendante. La question qui se pose est en effet de savoir s'il existait une forme de structure ou d'autorité qui avait pouvoir de légiférer (ou d'émettre un avis) sur les problématiques qui devaient surgir dans les différentes communautés de chrétiens.
De 30 à 100
Au début du christianisme, existent des communautés de chrétiens (selon l’étymologie du mot « église », du grec ancien ekklesia, assemblée du peuple). Les fidèles suivent un maître, un peu selon le modèle des écoles pharisiennes. Le souvenir s'en transmet par l'invocation d'un apôtre à l'origine de telle ou telle Église régionale. Des indices de ce qu'a pu être l'organisation des pratiques des premiers disciples de Jésus apparaissent dans les  Actes des Apôtres. Mais ce que furent les phases principales et les forces motrices de ce christianisme primitif fait l’objet de désaccords entre spécialistes. Ce qui est sûr, c’est que « ce qui est arrivé entre 30 et 100 est arrivé à une forme antérieure de la religion indépendante que nous savons avoir existé plus tard. » Le christianisme est d'abord constitué de communautés locales considérées comme plus ou moins hérétiques par le judaïsme à partir de la phase de Yavné, en 70. Quand elles s'organisent, il n'y a pas l’Église mais l'assemblée locale réunie autour de ses presbytres et de son épiscope. Il n’y a donc pas eu de « christianisme primitif » avant 70. À cette date, la chute de Jérusalem et la destruction du Temple constituent un drame central pour le judaïsme ; un mouvement de réforme est lancé alors par Yoḥanan ben Zakkaï, mais simultanément, un petit groupe de chrétiens de Jérusalem fuit la répression qui s’abat sur les Juifs à Pella de la Décapole. La nouvelle organisation du judaïsme rabbinique s’affirma en moins de dix ans et fut reconnu comme l’autorité nouvelle. Selon Étienne Trocmé, « il est impossible de penser que cette rapide reprise en charge de la vie religieuse et morale d’un grand peuple nombreux, divers et dispersé n’ait pas rencontré d’opposition. » C’est de cette opposition menée par les chrétiens à l’intérieur du judaïsme que serait né, par un long processus de réorientation et de séparation d’avec le judaïsme, le christianisme en tant que religion indépendante. Il a fallu au christianisme une génération entière, entre 70 et 100, pour se constituer en religion indépendante.
De 100 à 150 environ
À la fin du Ier siècle, le mouvement de Jésus est déjà divisé en au moins six courants différents : les jacobiens, les pétriniens, les hellénistes d'Étienne, les hellénistes de Barnabé, les pauliniens et les johanniens. Ces communautés divergent selon leur doctrine particulière, mais aussi selon leur emplacement géographique (Palestine ou diaspora) et leur langue (grecque ou araméenne) : la liturgie diffère d’un endroit à l’autre. La théologie reste le monopole des gnostiques. Pourtant, les Apologètes décrivent déjà une religion spécifique : Justin de Naplouse, Marcion et Ignace marquent clairement la différence entre judaïsme et christianisme. Le christianisme est déjà reconnu comme une religion originale par ses voisins romains et juifs.

### Hellénistes
Selon que la théologie ou l'histoire les décrivent, les hellénistes trouvent une définition différente.
- pour la théologie chrétienne[36], il s'agit d'un groupe de chrétiens de l'Église primitive (celle de Jérusalem selon les Actes des Apôtres) constitué en grande partie de Juifs de langue grecque, résidant en Palestine, qui lisaient la Torah et autres écrits bibliques dans la traduction des Septante.
- pour l'histoire, au Ier siècle et depuis les rois séleucides, spécialement Antiochos III et Antiochos IV, « helléniste » fait référence au grec hellénismos qui désigne le mode de vie grec et s'oppose à ioudaismos qui désigne le mode de vie judéen[37].

Ces juifs lisaient la Bible en grec et ne pratiquaient plus la circoncision. Dans ce cadre, on comprend plus facilement les propos de Paul dans son Épître aux Galates.[précision nécessaire]

### Pharisiens

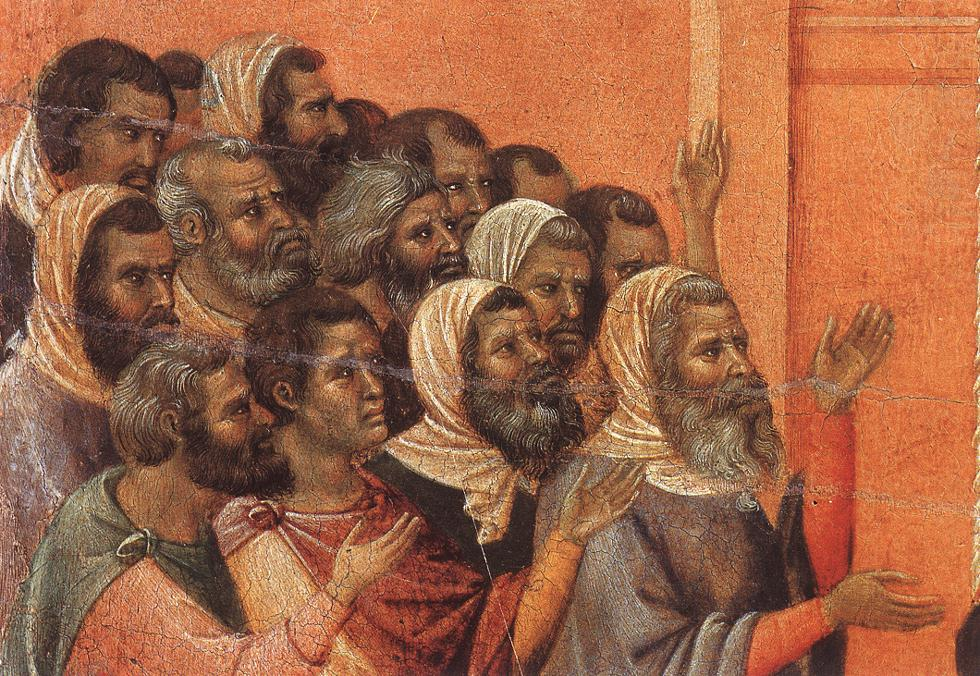
Christ accusé par les Pharisiens (détail) par Duccio di Buoninsegna (début).

Du fait de diverses malédictions sur les pharisiens prononcées dans les évangiles, l'interprétation traditionnelle et, plus spécialement théologique, a tendance, le plus souvent, à attribuer le judaïsme normatif aux pharisiens du Ier siècle. On oppose alors un judaïsme confit dans les normes à un christianisme émancipateur de la loi en faisant une confiance illimitée aux interprétations de Pères de l'Église traditionnellement données aussi bien dans la lettre de Paul aux Romains que dans sa lettre aux Galates.
Pourtant, nombre d'historiens sont d'accord pour dire que l'image des pharisiens tels qu'ils sont présentés dans les évangiles ne correspond pas à la façon dont vivaient et se comportaient les pharisiens du temps de Jésus et que leurs conflits avec celui-ci ont été exagérés. Le judaïsme normatif est certainement l'œuvre des pharisiens de l'époque de Yavné qui codifient la pratique des 613 mitsvoth avant laquelle elles ne sont pas formalisées.
L'origine pharisienne de Jésus, attestée par les évangiles (« Pourquoi tes disciples ne jeûnent-ils pas, comme les disciples de Jean et ceux des pharisiens ? » Mc 2, 18) qui soulignent la double filiation de Jésus, au Baptiste d'une part et au milieu originaire de la doctrine pharisienne de Jésus (croyances spécifiques dans la Torah orale, les anges, la résurrection des morts…), d'autre part expliquerait la violence de la polémique évangélique avec les Pharisiens (thèse de Matthieu Collin et Pierre Lenhardt). Il s'agit moins d'un groupe opposé à celui de Jésus et de ses disciples que d'un groupe concurrent de même obédience au moment où les évangiles synoptiques issus des traditions orales (Torah orale) sont rédigés vers 65-70. La lutte entre les écoles pharisiennes issues de Hillel et Shammaï avant Jésus, que décrit le Talmud, se poursuit donc après la destruction du Temple de Jérusalem en 70. Selon cette hypothèse, développée par Daniel Boyarin et d'autres exégètes français, christianisme et judaïsme sont deux réalités gémellaires issues d'un même courant de doctrines juives qui ne se séparent probablement pas avant la fin du premier siècle (Birkat ha-minim) dans le monde occidental et pas avant le Ve siècle en monde oriental. La projection de deux orthodoxies juive et chrétienne séparées avant le IVe siècle (conciles) serait un anachronisme.
Par ailleurs le rôle des pharisiens (hébreu : perushim, fr : séparés),  est éminent après la destruction du second Temple, en sorte que l'organisation et la refonte de la ritualité en l'absence du Temple qu'ils instaurent à Yavné, sauvent le judaïsme de la destruction. Alors que la quête identitaire des Juifs se manifeste par le développement du culte synagogal par les pharisiens et le développement de l'école rabbinique de Shammaï et d'Hillel, les judéo-chrétiens commencent à se séparer des Juifs pharisiens et parallèlement mettent en place la tradition des lieux associés au Christ, notamment le Golgotha.
Enfin, certains auteurs commencent à dessiner un portrait de Jésus en maître pharisien suivi de ses disciples ou, au moins, en hassid, c'est-à-dire un pieux. Cette configuration d'un maître suivi de disciples n'était connue que des pharisiens.

### Religion mère et religion fille
Certains ont dit que le judaïsme était religio licita tandis que le christianisme était classé comme superstitio par les Romains et que les chrétiens en auraient revendiqué le statut. Mais il est abusif de soutenir cette idée dans la mesure où il s’agit d’une notion juridique inconnue des Romains. L'expression religio licita n'est attestée que par Tertullien et seule la religion romaine avait le statut de religio licita.
Dans la période qui a suivi la Seconde Guerre mondiale, l'expression « religions mère et fille » pour décrire la relation entre le judaïsme et le christianisme, a correspondu à une volonté de révision des points de vue négatifs que chrétiens et juifs avaient longtemps portés les uns sur les autres. Ce point de vue négatif avait été théorisé, du côté chrétien, par la théologie de la substitution. Déjà, dans son Adversus Judaeos, Tertullien avait fait de l'aîné des jumeaux Ésaü l'incarnation des Juifs et du cadet Jacob celle des chrétiens, alors que l'exégèse juive s'était développée à l'opposé.
À cette fin, il a été posé une hypothèse historique, démentie par ce que l'on connaît aujourd'hui de la complexité du judaïsme du Ier siècle, qui explique le point de divergence du christianisme d'avec le judaïsme en réduisant la diversité religieuse juive au Ier siècle à un objet singulier nommé « judaïsme » selon deux façons de faire. La première consiste à reculer le judaïsme rabbinique dans le temps en l'inscrivant dans le pharisaïsme du Ier siècle (pharisaïsme et judaïsme normatif ne feraient qu'un). La deuxième ne donne pas au pharisaïsme un tel statut prééminent et anachronique, mais considère que toutes les formes du judaïsme du Ier siècle, à l'exception du christianisme, avaient suffisamment de traits communs pour former une « religion ». De l'une de ces deux versions du judaïsme serait née une religion autre, un christianisme « fille » du judaïsme.

## Les caractéristiques des chrétiens duIersiècle

### Évangélisation
Au moment où Paul s'est converti, les chrétiens avaient déjà réussi à diffuser le message de Jésus bien au-delà de Jérusalem, atteignant les communautés à travers la Judée et la Samarie (Actes 8:1–4).
La procédure normale était que les adultes (contrairement aux convertis païens, dont les enfants étaient également baptisés) étaient d'abord initiés et, s'ils le souhaitaient, leurs enfants étaient baptisés ensuite,.

### Neutralité politique
Les premiers chrétiens refusaient de participer au culte de l'empereur, de servir dans l'armée romaine ou d'occuper des fonctions politiques. Ils soutenaient que leur seul roi était le Christ, et ils prenaient cette affirmation très au sérieux. Bien qu'ils ne fussent pas des pacifistes, ils étaient extrêmement réticents à participer aux combats. Et s'ils étaient contraints de se battre, ils préféraient être martyrisés plutôt que de tuer.

### Culte et clergé
Il faut attendre le début du IIe siècle pour voir se mettre en place une hiérarchie épiscopale. Les premiers papes, Lin, Clet, Clément, sont issus de l'entourage du premier d'entre eux, saint Pierre, devenant donc ses successeurs, tandis que ceux des siècles immédiatement suivants seront élus par le clergé suivie d'une ratification par le peuple de Rome.
En minorité dans toutes les villes où ils se trouvaient, les chrétiens se réunissaient habituellement dans des maisons, comme on le voit avec la maison à péristyle de Doura Europos où fut aménagé un baptistère dans une petite pièce d’angle. 
Ignace d'Antioche, martyrisé vers 110 sous Trajan et probable disciple des apôtres Pierre et Jean, semble être le second évêque de cette ville. Il parle longuement dans ses lettres de l'importance de l'Eucharistie dans la vie des chrétiens. Il insiste également sur la loyauté qu'ils doivent avoir envers l'évêque de la ville, assisté par les presbytres (ou prêtres) et les diacres.
À Jérusalem, c’est au lendemain de la révolte de Bar Kokhba que l’on constate l’arrivée du premier évêque issu du paganisme ; à Césarée, Tyr, Ptolémaïs et Tripolis, un évêque apparaît vers la fin du IIe siècle. En 268-269, 70 ou 80 évêques sont réunis à Antioche pour juger Paul de Samosate.
La liste des Pères du concile de Nicée en 325 permet d’affirmer qu’il y eut 18 évêques en Palestine, 9 en Phénicie, 22 en Syrie-Cœlé, 5 en Arabie et 5 en Mésopotamie.

### Émergence de la doctrine trinitaire
La doctrine de la Trinité a été formée progressivement ; elle a eu son origine à une époque où l'Église était en état de controverse et de trouble. Nombreux sont ceux qui soutiennent qu'elle était inconnue de l'Église apostolique : le terme même de Trinité ne se trouve pas dans les écrits du premier siècle. Comme dans le Nouveau Testament, le nom de Dieu est souvent utilisé pour parler du seul Père ; ainsi, Clément de Rome, dans sa lettre aux Corinthiens (68, 2), indique que « Dieu, le Seigneur Jésus-Christ et du Saint Esprit sont tous les trois vivants » et qu'ils sont « l'objet de la foi et de l'espérance des élus ».
Théophile d'Antioche est probablement le premier auteur grec à parler de triade, vers 180, pour mentionner en même temps Dieu, son Verbe et sa Sagesse (Esprit Saint).
La Trinité telle qu'on la connaît aujourd'hui est solennellement définie à partir des premiers conciles œcuméniques au IVe siècle, en particulier ceux de Nicée (325) et de Constantinople (381),,.